# San Pablo de la Moraleja
San Pablo de la Moraleja est une commune de la province de Valladolid dans la communauté autonome de Castille-et-León en Espagne.

## Sites et patrimoine
Les édifices les plus caractéristiques de la commune sont :
- Église San Pablo ;
- Couvent San Pablo, partiellement en ruines.

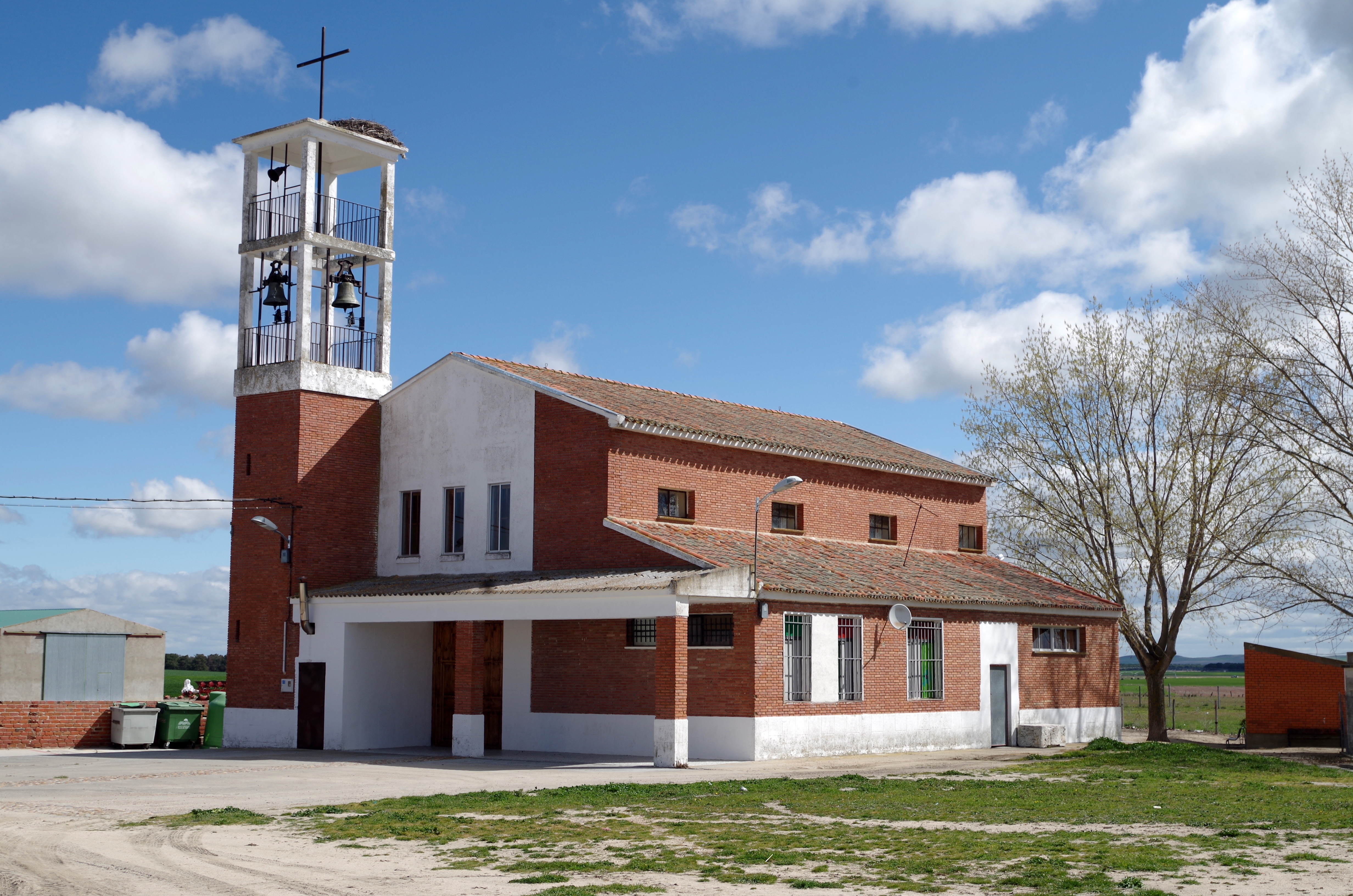
Église San Pablo.
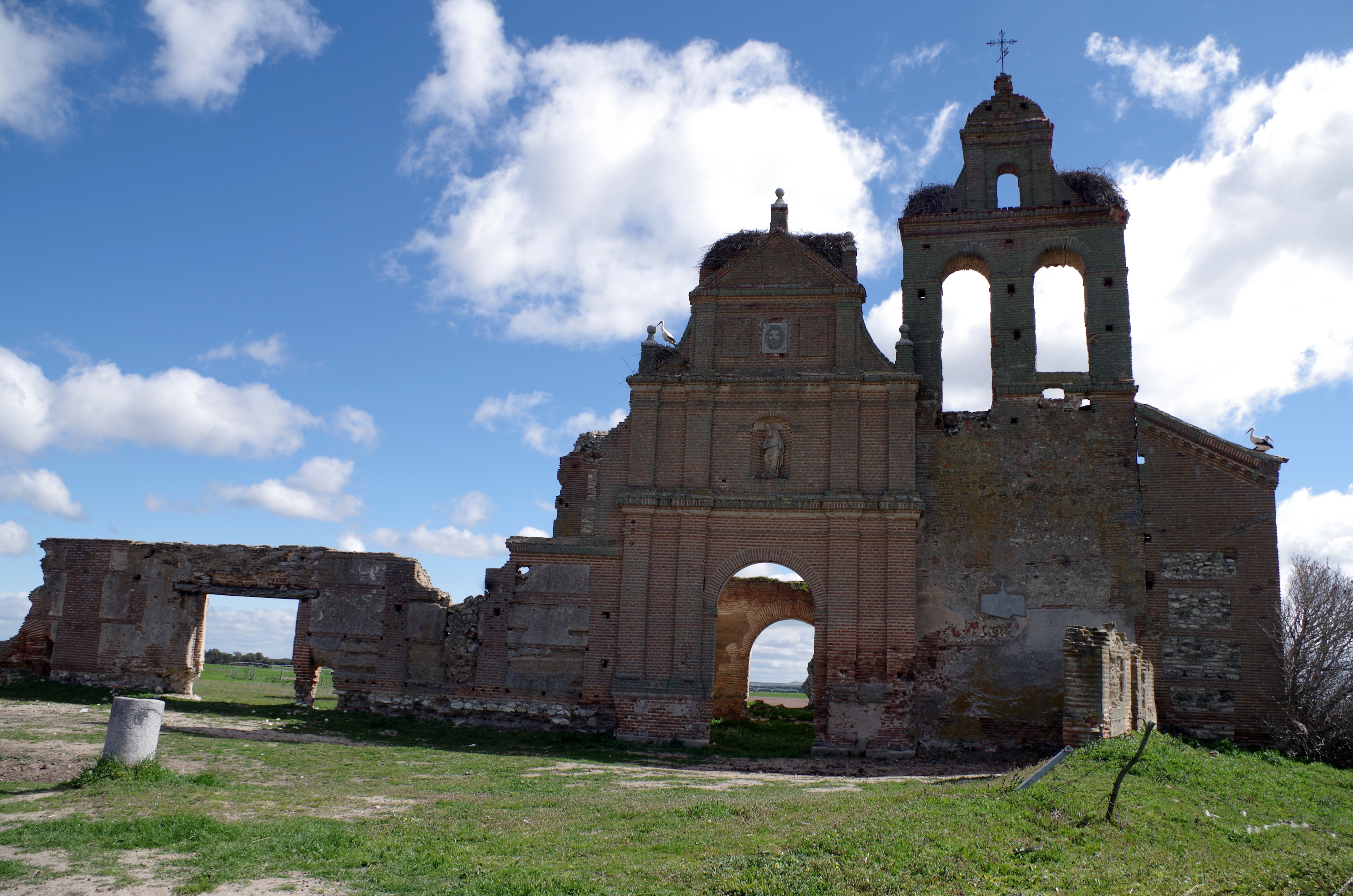
Couvent San Pablo.
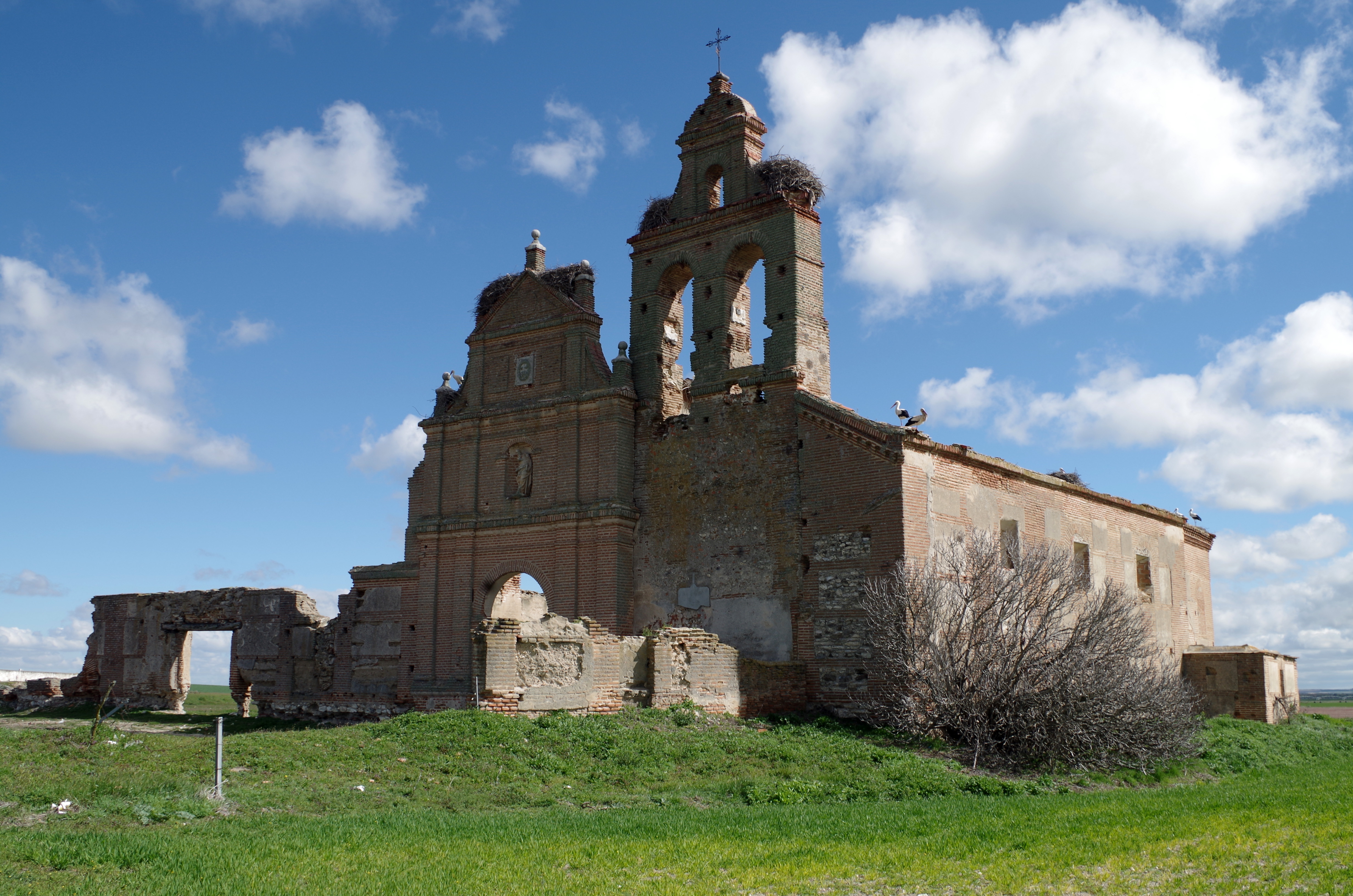
Couvent San Pablo.